# 須賀川拓
須賀川 拓（すかがわ ひろし、1983年3月21日 - ）は、日本のジャーナリスト。元TBSテレビ報道局報道番組2部所属news23専属記者・解説員、前中東支局長 。東京都在住。2021年、イスラエルとパレスチナの衝突現場からの動画発信などが話題となる。同年夏、政権を奪取したタリバン報道官に忌憚なきインタビューを試みている。

## 人物・略歴
東京都に生まれ、オーストラリアで育つ。
慶應義塾ニューヨーク学院、慶應義塾大学湘南藤沢キャンパス卒業後、2006年入社。スポーツ局を経て、2010年より報道局へ配属。社会部警視庁担当。Nスタを経て2019年3月からTBSテレビ中東支局長。
「違法大麻」の存在が問題になっているレバノンでの「ドラッグ王」と呼ばれる人物への接触をはじめ、イランで最初の新型コロナウィルス感染者が報告された2020年2月19日には首都テヘランで国会議員選挙を取材中だった。イランでの取材では、日本では一般に「独裁に近い物騒な国」というイメージとは異なる、公然と政府批判ができる国であることや、イランの議会選挙で立候補には供託金がいらず誰でもが自由に立候補できるため、選挙の候補者数が定数290人に対し、1万6000人にも上り、“仁義なきポスター合戦”が演じられていたことなどこれまでほとんど知られなかった国情を報道した。その他、2020年8月4日に発生したベイルート港爆発事故の爆発中心部のメディア初取材、「天井のない監獄」とも呼ばれるガザからのYouTube生中継で紛争の影響やハマス側の主張、現地の人々の生活などを伝えた。2021年5月12日、サイレンや爆発音が鳴り響くイスラエル・テルアビブにて、ガザから発射されたロケット弾をイスラエル軍がアイアンドームで迎撃する瞬間を目撃・発信している。同年11月にはタリバンが実権を握ったアフガニスタンに入り、カブールの現状を生々しく伝えた。特に、タリバン報道官とのロングインタビューは厳しい質問を冷静に鋭く畳みかけ、内容の濃い論争を繰り広げた。地上波放送だけではなく、ウェブ配信も行い、120万回を超えるアクセスがあった。タリバンに破壊されたバーミヤン石仏も取材し、住民の飢餓貧困の実態を報道。この取材ほかの実績が評価され、2022年2月16日、2021年度のボーン・上田記念国際記者賞（公益財団法人新聞通信調査会）を受賞。
2022年3月、戦禍のウクライナ入り。ロシアのウクライナ侵攻をキーウから取材。2023年4月、イランのカザリィ副大統領に民間人の死者、SNSに溢れるデモ映像、連帯を示しただけで著名人が逮捕される状況に対する正当性などについて質問を重ね、「あなたの言葉には整合性がない」などと批判した。同年10月イスラエル・テルアビブ入りし、ハマスとイスラエルの大規模衝突の現場での取材を行った。2025年6月退社、フリージャーナリストとなる。
趣味は、海、魚、料理、山、スキー、カメラ。2児の父。

## 監督作品
- 『大麻と金と宗教 ~レバノンの“ドラッグ王”を追う』（2021年、TBSテレビ）[17]
- 『戦場記者』（2022年、KADOKAWA）